# Oslói metró
Oslo metróhálózata (norvégul: T-banen i Oslo) egy öt vonalból és 101 megállóból álló metróhálózat Norvégia fővárosában, Oslóban. A hálózat 85 km hosszúságú, normál nyomtávolságú, 750 V egyenárammal villamosított. Üzemeltetője a Sporveien T-banen.